# Survivor Series (2008)
Survivor Series 2008 fue la vigesimosegunda edición de Survivor Series, un evento pago por visión de lucha libre profesional, producido por la World Wrestling Entertainment. Tuvo lugar el 23 de noviembre de 2008, desde el TD Banknorth Garden en Boston, Massachusetts. Los temas oficiales del evento fueron "Spoilin' For A Fight" de AC/DC y "This Could Be The Year" de Ryan Star.

## Argumento
La publicidad del evento contaba con pósteres de John Cena, dejando esperanzas de que volviera en el evento, En una edición de Raw Shane McMahon anuncio una Steel Cage Match por el Campeonato Mundial Peso Pesado, y el que resultara ganador se enfrenatria a Cena en Survivor Series por el campeonato, saliendo ganador Chris Jericho, siendo la primera vez desde 2005 en la que Jericho se enfrentaría a Cena por un campeonato importante ya que la última vez que se enfrentaron fue en una lucha de Loser Leaves WWE ganando Cena. 
En No Mercy Jeff Hardy se enfrentó a Triple H por el Campeonato de la WWE aunque perdió. En Cyber Sunday el y Vladimir Kozlov fueron candidatos para enfrentar al Triple H por el Campeonato. siendo elegido Hardy, aunque volvió a perder. en la siguiente edición de Smackdown, Koslov exigió un combate por el campeonato. Momentos después Vickie Guerrero anuncio una lucha entre el y The Undertaker en la que si ganaba se enfrentaría a Triple H en Survivor Series por el campeonato, saliendo vencedor Koslov por DQ, debido a la intervención de Hardy, quien exigió una última oportunidad. En la siguiente edición de Smackdown, Guerrero anuncio una lucha entre Triple H y Hardy, en la que si ganaba se agregaría a la lucha, saliendo ganador Hardy. Aunque el día del evento, WWE.com anunció que Hardy había sido encontrado inconsciente en su hotel, dejando dudas si podría competir en el evento.
La tercera lucha de eliminación fue de Divas, en la que llevó a Beth Phoenix Raw equipo compuesto por Mickie James, Candice Michelle, Kelly Kelly y Jillian Hall, contra el equipo de SmackDown, Michelle McCool, que aparece como capitán, Victoria, Maria, Maryse y Natalya. En el 3 de octubre en SmackDown, la Campeona de Mujeres, Beth Phoenix derrotó a Campeón de la Diva, Michelle McCool en un partido Leñadoras debido a la interferencia de Maryse. La pelea entre Phoenix y McCool actualizados de 17 de noviembre en RAW, cuando la diva de Raw, Kelly Kelly luchó contra la diva de SmackDown Victoria saliendo victoriosa. Como resultado de esto, Victoria atacó a Kelly después de la campana, mientras que las compañeras de Raw salían corriendo a rescatarla.
Otro evento principal de Smackdown fue entre The Big Show y The Undertaker, en No Mercy Show atacó a traición a Undertaker comenzando un feudo entre ellos. En Cyber Sunday los dos se enfrentaron en una lucha, saliendo ganador The Undertaker, aunque Show exigió una revancha la cual se le otorgó en Survivor Series

## Recepción
El evento tuvo en general críticas positivas. The Sun destacó la lucha por el Campeonato Mundial Peso Pesado la lucha por el Campeonato de la WWE, también calificó la lucha del Team Orton vs. Team Batista como "muy buena". en general calificó al evento con un 7/10.

## Resultados
- Dark Match: The Brian Kendrick derrotó a Kung Fu Naki.
  - Kendrick cubrió a Funaki después del «The Kendrick».
- Team Michaels (Shawn Michaels, Rey Mysterio, The Great Khali & Cryme Tyme (Shad & JTG)) (c/Ranjin Singh) derrotó al Team JBL (John "Bradshaw" Layfield, Kane, John Morrison, The Miz & Montel Vontavious Porter) en el Tradicional Survivor Series Match. (18:13)

| N.º de eliminación | Luchador                                                       | Equipo                                                         | Eliminado por                                                  | Técnica de eliminación                                         | Tiempo                                                         |
| ------------------ | -------------------------------------------------------------- | -------------------------------------------------------------- | -------------------------------------------------------------- | -------------------------------------------------------------- | -------------------------------------------------------------- |
| 1                  | JTG                                                            | Team Michaels                                                  | MVP                                                            | «Drive By Kick»                                                | 1:41                                                           |
| 2                  | MVP                                                            | Team JBL                                                       | The Great Khali                                                | «Giant Chop»                                                   | 1:54                                                           |
| 3                  | Kane                                                           | Team JBL                                                       | Rey Mysterio                                                   | «Giant Chop» de Khali y «Aided Splash» de Mysterio             | 3:26                                                           |
| 4                  | Shad                                                           | Team Michaels                                                  | The Miz                                                        | «Reality Check»                                                | 6:30                                                           |
| 5                  | The Miz                                                        | Team JBL                                                       | Rey Mysterio                                                   | «619» y «Frog Splash»                                          | 11:45                                                          |
| 6                  | JBL                                                            | Team JBL                                                       | Nadie                                                          | Cuenta fuera                                                   | 17:57                                                          |
| 7                  | John Morrison                                                  | Team JBL                                                       | Shawn Michaels                                                 | «Sweet Chin Music»                                             | 18:13                                                          |
| Supervivientes:    | The Great Khali, Rey Mysterio & Shawn Michaels (Team Michaels) | The Great Khali, Rey Mysterio & Shawn Michaels (Team Michaels) | The Great Khali, Rey Mysterio & Shawn Michaels (Team Michaels) | The Great Khali, Rey Mysterio & Shawn Michaels (Team Michaels) | The Great Khali, Rey Mysterio & Shawn Michaels (Team Michaels) |
- Team Raw (Beth Phoenix(capitana), Mickie James, Kelly Kelly, Candice Michelle & Jillian Hall) (con Santino Marella) derrotó al Team SmackDown! (Michelle McCool(capitana), Maria, Maryse, Victoria & Natalya) en un Tradicional Survivor Series Match. (9:39)

| N.º de eliminación | Luchador                | Equipo                  | Eliminado por           | Técnica de eliminación            | Tiempo                  |
| ------------------ | ----------------------- | ----------------------- | ----------------------- | --------------------------------- | ----------------------- |
| 1                  | Victoria                | Team SmackDown!         | Kelly Kelly             | «Hurricarana»                     | 2:54                    |
| 2                  | Kelly Kelly             | Team Raw                | Maryse                  | «Spinning Side Slam Backbreaker»  | 3:23                    |
| 3                  | Michelle McCool         | Team SmackDown!         | Mickie James            | «Mickie DDT»                      | 5:07                    |
| 4                  | Mickie James            | Team Raw                | Maryse                  | «School Girl»                     | 5:26                    |
| 5                  | Natalya                 | Team SmackDown!         | Candice                 | «Spear» y «Jackknife Pin»         | 6:45                    |
| 6                  | Jillian                 | Team Raw                | Maria                   | «Victory Roll»                    | 7:44                    |
| 7                  | Maria                   | Team SmackDown!         | Candice                 | «Bridging Northern Lights Suplex» | 7:55                    |
| 8                  | Candice Michelle        | Team Raw                | Maryse                  | «Modified Figure Four Leglock»    | 8:38                    |
| 9                  | Maryse                  | Team SmackDown!         | Beth Phoenix            | «Glam Slam»                       | 9:39                    |
| Supervivientes:    | Beth Phoenix (Team Raw) | Beth Phoenix (Team Raw) | Beth Phoenix (Team Raw) | Beth Phoenix (Team Raw)           | Beth Phoenix (Team Raw) |
- The Undertaker derrotó a The Big Show en un Casket Match. (12:44)
  - The Undertaker metió a Big Show dentro de un ataúd, ganando la lucha.
- Team Orton (Randy Orton, Shelton Benjamin, William Regal, Cody Rhodes & Mark Henry) (con Layla, Manu y Tony Atlas) derrotó al Team Batista (Batista, CM Punk, Kofi Kingston, Matt Hardy & R-Truth) en un Tradicional Survivor Series Match. (16:13)

| N.º de eliminación | Luchador                               | Equipo                                 | Eliminado por                          | Técnica de eliminación                 | Tiempo                                 |
| 1                  | William Regal                          | Team Orton                             | CM Punk                                | «Go To Sleep»                          | 00:25                                  |
| 2                  | R-Truth                                | Team Batista                           | Shelton Benjamin                       | «Paydirt»                              | 7:38                                   |
| 3                  | Kofi Kingston                          | Team Batista                           | Randy Orton                            | «Rope Aided DDT»                       | 10:45                                  |
| 4                  | CM Punk                                | Team Batista                           | Cody Rhodes                            | «Silver Spoon DDT»                     | 13:06                                  |
| 5                  | Matt Hardy                             | Team Batista                           | Mark Henry                             | «World's Strongest Slam»               | 14:22                                  |
| 6                  | Mark Henry                             | Team Orton                             | Batista                                | «Spear»                                | 14:32                                  |
| 7                  | Shelton Benjamin                       | Team Orton                             | Batista                                | «Batista Bomb»                         | 15:06                                  |
| 8                  | Batista                                | Team Batista                           | Randy Orton                            | «RKO»                                  | 16:13                                  |
| Supervivientes:    | Cody Rhodes & Randy Orton (Team Orton) | Cody Rhodes & Randy Orton (Team Orton) | Cody Rhodes & Randy Orton (Team Orton) | Cody Rhodes & Randy Orton (Team Orton) | Cody Rhodes & Randy Orton (Team Orton) |
- Edge derrotó a Triple H (c) y Vladimir Kozlov ganando el Campeonato de la WWE (14:21)
  - Edge cubrió a HHH después de un silletazo de Jeff Hardy.
  - Originalmente Jeff era parte del combate, pero fue encontrado inconsciente horas antes (kayfabe) y sustituido por Edge.
  - Durante la lucha Jeff acudió a atacar a todos los participantes de la lucha.
- John Cena derrotó a Chris Jericho ganando el Campeonato Mundial Peso Pesado (21:21)
  - Cena cubrió a Jericho después de revertir un «Inside Cradle» en un «FU».
  - Este fue el regreso de Cena a la WWE luego de una lesión en los discos.

## Otros roles
| Comentaristas de Raw - Michael Cole - Jerry "The King" Lawler Comentaristas de SmackDown - Jim Ross - Tazz Comentaristas de ECW - Matt Striker - Todd Grisham Comentaristas en Español - Hugo Savinovich - Carlos Cabrera Anunciadores - Lillian García - Justin Roberts Árbitros - Mike Chioda - Scott Armstrong - Charles Robinson - Jack Doan - Chad Patton - John Cone - Marty Elias |